# Warneckea pulcherrima
Warneckea pulcherrima là một loài thực vật có hoa trong họ Mua. Loài này được (Gilg) Jacq.-Fél. miêu tả khoa học đầu tiên năm 1978.